# Südostdeutsche Fußballmeisterschaft 1925/26

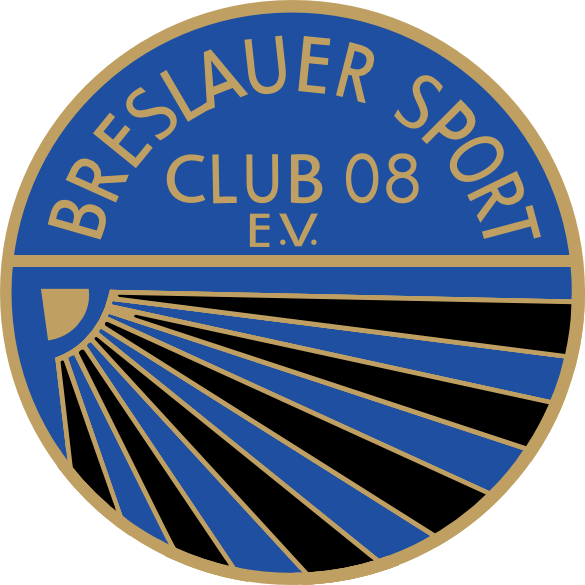
Breslauer SC 08 – Südostdeutscher Meister 1926

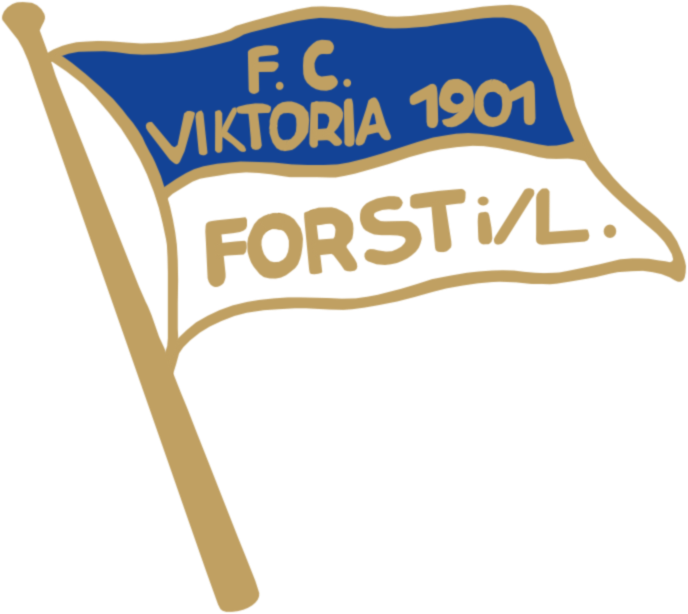
FC Viktoria Forst – Südostdeutscher Vizemeister 1926

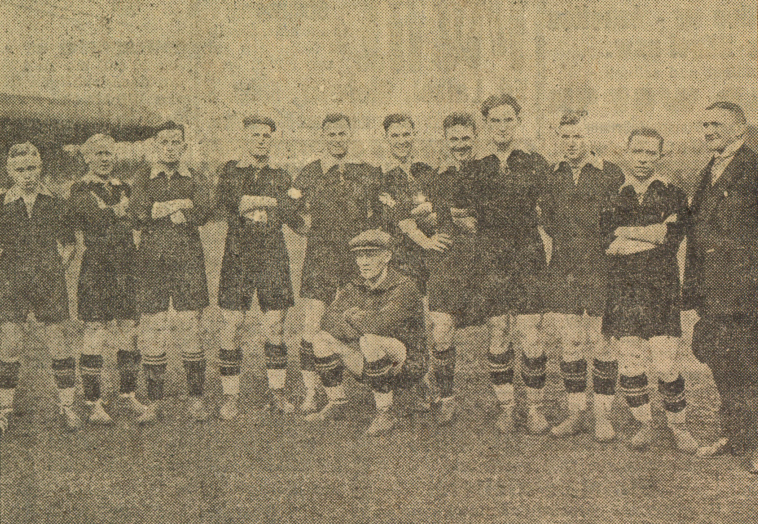
Die Meistermannschaft des Breslauer SC 08.

Die südostdeutsche Fußballmeisterschaft 1925/26 war die fünfzehnte Austragung der südostdeutschen Fußballmeisterschaft des Südostdeutschen Fußball-Verbandes (SOFV). Die Meisterschaft gewann zum ersten Mal der Breslauer SC 08 in einer Neuauflage des Entscheidungsspiels aus dem letzten Jahr gegen den FC Viktoria Forst mit 3:2, nachdem in der Endrunden-Tabelle Punktgleichheit herrschte. Durch den Gewinn dieser Verbandsmeisterschaft qualifizierten sich die Breslauer für die deutsche Fußballmeisterschaft 1925/26, bei der sie durch einen 1:0-Heimsieg gegen den Dresdner SC das Viertelfinale erreichten, dort aber nach einer 0:4-Niederlage gegen den späteren Sieger SpVgg Fürth ausschieden. Viktoria Forst war als Vizemeister ebenfalls für diese Meisterschaft qualifiziert, scheiterte jedoch bereits im Achtelfinale an Fürth.

## Modus
Die Fußballmeisterschaft wurde in diesem Jahr in sechs regionalen Meisterschaften ausgespielt, deren Sieger für die Endrunde qualifiziert waren. Neu hinzugekommen ist der Bezirk Bergland, welcher vorher Teil von Niederschlesien, Mittelschlesien und der Oberlausitz war. In einige Bezirken gab es zusätzlich weitere regionale Unterteilungen.
| Bezirk          | Bezirksmeister      | Bezirkseinteilung             |
| --------------- | ------------------- | ----------------------------- |
| Niederlausitz   | Cottbuser FV 1898   |                               |
| Oberlausitz     | Saganer SV          |                               |
| Niederschlesien | SpVgg 1896 Liegnitz |                               |
| Mittelschlesien | Breslauer SC 08     | Breslau, Oels, Brieg, Namslau |
| Oberschlesien   | VfB 1910 Gleiwitz   | Gruppe I, Gruppe II           |
| Bergland        | SV Hirschberg 1919  | Ost, West                     |

## Bezirksliga Niederlausitz
In dieser Spielzeit wurde eine eingleisige Bezirksliga als oberste Spielklasse über den drei regionalen Gauligen eingeführt. Der Cottbuser FV 1898 wurde zum vierten Mal Niederlausitzer Meister. Auch Viktoria Forst qualifizierte sich als Titelverteidiger für die Endrunde um die südostdeutsche Meisterschaft.
| Pl. | Verein                     | Sp. | S  | U | N  | Tore    | Quote | Punkte |
| --- | -------------------------- | --- | -- | - | -- | ------- | ----- | ------ |
| 1.  | Cottbuser FV 98            | 22  | 17 | 1 | 4  | 092:350 | 2,63  | 35:90  |
| 2.  | FC Viktoria Forst (M, SOM) | 18  | 16 | 2 | 0  | 111:200 | 5,55  | 34:20  |
| 3.  | FC Askania Forst           | 22  | 14 | 6 | 2  | 059:280 | 2,11  | 34:10  |
| 4.  | FV Brandenburg Cottbus     | 22  | 14 | 2 | 6  | 078:270 | 2,89  | 30:14  |
| 5.  | FC Deutschland Forst       | 22  | 12 | 2 | 8  | 067:510 | 1,31  | 26:18  |
| 6.  | VfB 1901 Forst             | 21  | 10 | 2 | 9  | 038:450 | 0,84  | 22:20  |
| 7.  | SC Wacker Ströbitz         | 22  | 10 | 1 | 11 | 042:540 | 0,78  | 21:23  |
| 8.  | SC Union Cottbus           | 20  | 7  | 3 | 10 | 060:530 | 1,13  | 17:23  |
| 9.  | Cottbuser SC               | 21  | 6  | 4 | 11 | 033:430 | 0,77  | 16:26  |
| 10. | SC Hertha Hörlitz          | 20  | 6  | 1 | 13 | 059:720 | 0,82  | 13:27  |
| 11. | SpVgg 12/15 Guben          | 21  | 1  | 1 | 19 | 017:113 | 0,15  | 03:39  |
| 12. | SC Corona Neupetershain    | 21  | 0  | 1 | 20 | 013:128 | 0,10  | 01:41  |

| (SOM) | Südostdeutscher Titelverteidiger |
| (M)   | Titelverteidiger Bezirk          |

Relegationsspiele:
Das Hinspiel fand am 13. Juni 1926 in Weißwasser, das Rückspiel am 20. Juni 1926 in Hörlitz statt.
|                                  | Gesamt |                                         | Hinspiel | Rückspiel |
| -------------------------------- | ------ | --------------------------------------- | -------- | --------- |
| VfB Weißwasser (Sieger Gauligen) | 6:2    | SC Hertha Hörlitz (Zehnter Bezirksliga) | 3:1      | 3:1       |

## Bezirksliga Oberlausitz
Die Bezirksliga Oberlausitz wurde mit folgendem Tabellenstand beendet. Der Saganer SV wurde zum vierten Mal Oberlausitzer Fußballmeister.
| Pl. | Verein                   | Sp. | S  | U | N  | Tore    | Quote | Punkte |
| --- | ------------------------ | --- | -- | - | -- | ------- | ----- | ------ |
| 1.  | Saganer SV (M)           | 12  | 11 | 0 | 1  | 056:170 | 3,29  | 22:20  |
| 2.  | STC Görlitz              | 12  | 9  | 2 | 1  | 038:120 | 3,17  | 20:40  |
| 3.  | Gelb-Weiß Görlitz        | 12  | 7  | 2 | 3  | 038:300 | 1,27  | 16:80  |
| 4.  | VfB Lauban               | 12  | 5  | 0 | 7  | 020:280 | 0,71  | 10:14  |
| 5.  | Sportfreunde Seifersdorf | 12  | 4  | 0 | 8  | 027:320 | 0,84  | 08:16  |
| 6.  | VfB Sorau                | 12  | 3  | 1 | 8  | 018:480 | 0,38  | 07:17  |
| 7.  | Görlitzer SV 1912        | 12  | 0  | 1 | 11 | 007:370 | 0,19  | 01:23  |

| (M) | Titelverteidiger Bezirk |

- Aufsteiger zur Spielzeit 1926/27: VfB Bunzlau

## Bezirksliga Niederschlesien
Die Bezirksliga Niederschlesien wurde, anders als in den letzten Jahren, in dieser Spielzeit in einer Gruppe ausgespielt. Es gewann zum ersten Mal die SpVgg 1896 Liegnitz die niederschlesische Meisterschaft.
| Pl. | Verein                                 | Sp. | S  | U | N  | Tore    | Quote | Punkte |
| --- | -------------------------------------- | --- | -- | - | -- | ------- | ----- | ------ |
| 1.  | SpVgg 1896 Liegnitz                    | 16  | 12 | 3 | 1  | 052:220 | 2,36  | 27:50  |
| 2.  | SC Jauer                               | 17  | 13 | 0 | 4  | 050:260 | 1,92  | 26:80  |
| 3.  | VfB Liegnitz                           | 16  | 8  | 2 | 6  | 043:280 | 1,54  | 18:14  |
| 4.  | FC Blitz Liegnitz                      | 16  | 8  | 1 | 7  | 030:360 | 0,83  | 17:15  |
| 5.  | SC Preußen 1911 Glogau (N)             | 13  | 5  | 1 | 7  | 032:290 | 1,10  | 11:15  |
| 6.  | Vereinigte Sportfreunde Preußen Wohlau | 12  | 3  | 3 | 6  | 025:320 | 0,78  | 09:15  |
| 7.  | SpVgg Schupo Liegnitz (M)              | 16  | 4  | 0 | 12 | 024:450 | 0,53  | 08:24  |
| 8.  | Vereinigte Grünberger Sportfreunde     | 10  | 3  | 1 | 6  | 018:220 | 0,82  | 07:13  |
| 9.  | FV 1920 Züllichau                      | 7   | 3  | 0 | 4  | 017:250 | 0,68  | 06:80  |
| 10. | DSC Neusalz                            | 11  | 2  | 1 | 8  | 016:420 | 0,38  | 05:17  |

| (M) | Titelverteidiger Bezirk      |
| (N) | Aufsteiger aus der 1. Klasse |

## 1. Klasse Mittelschlesien
Die mittelschlesische Meisterschaft wurde zuerst in vier regionalen Gauligen ausgetragen, deren Sieger für die Finalrunde qualifiziert waren. Der Breslauer SC 08 wurden zum zweiten Mal Mittelschlesischer Meister.

### A-Liga Breslau
| Pl. | Verein                            | Sp. | S  | U | N  | Tore    | Quote | Punkte |
| --- | --------------------------------- | --- | -- | - | -- | ------- | ----- | ------ |
| 1.  | Breslauer SC 08 (M)               | 14  | 9  | 3 | 2  | 052:180 | 2,89  | 21:70  |
| 2.  | Vereinigte Breslauer Sportfreunde | 14  | 10 | 1 | 3  | 041:170 | 2,41  | 21:70  |
| 3.  | SC Schlesien 1901-Rapid Breslau   | 14  | 7  | 2 | 5  | 034:270 | 1,26  | 16:12  |
| 4.  | SC Hertha Breslau                 | 14  | 7  | 2 | 5  | 025:220 | 1,14  | 16:12  |
| 5.  | Breslauer FV Stern 06 A           | 14  | 7  | 1 | 6  | 033:310 | 1,06  | 15:13  |
| 6.  | SC Vorwärts Breslau               | 14  | 4  | 2 | 8  | 026:400 | 0,65  | 10:18  |
| 7.  | VfB Breslau                       | 14  | 3  | 4 | 7  | 015:270 | 0,56  | 10:18  |
| 8.  | VfR 1897 Breslau (N)              | 14  | 1  | 1 | 12 | 020:640 | 0,31  | 03:25  |

| (M) | Titelverteidiger Bezirk   |
| (N) | Aufsteiger aus der B-Liga |

Entscheidungsspiel Platz 1:
| Datum           |                 | Ergebnis |                             | Ort     |
| --------------- | --------------- | -------- | --------------------------- | ------- |
| 24. Januar 1926 | Breslauer SC 08 | 4:1      | Vgt. Breslauer Sportfreunde | Breslau |

Relegationsspiele:
Das Hinspiel fand am 4. April 1926, das Rückspiel am 11. April 1926 statt.
|                                   | Gesamt |                                      | Hinspiel | Rückspiel |
| --------------------------------- | ------ | ------------------------------------ | -------- | --------- |
| VfR 1897 Breslau (Letzter A-Liga) | 2:5    | SC Alemannia Breslau (Sieger B-Liga) | 0:2      | 2:3       |

### Gau Oels
| Pl. | Verein                   | Sp. | S | U | N | Tore    | Quote | Punkte |
| --- | ------------------------ | --- | - | - | - | ------- | ----- | ------ |
| 1.  | SpVgg 08 Oels            | 7   | 6 | 0 | 1 | 027:900 | 3,00  | 12:20  |
| 2.  | SSC 1901 Oels            | 7   | 5 | 1 | 1 | 016:500 | 3,20  | 11:30  |
| 3.  | VfR Oels                 | 8   | 4 | 1 | 3 | 030:170 | 1,76  | 09:70  |
| 4.  | VfB 1920 Groß Wartenberg | 8   | 1 | 1 | 6 | 013:310 | 0,42  | 03:13  |
| 5.  | SC Preußen Festenberg    | 8   | 1 | 1 | 6 | 011:350 | 0,31  | 03:13  |

### Gau Brieg
| Pl. | Verein           | Sp. | S | U | N | Tore    | Quote | Punkte |
| --- | ---------------- | --- | - | - | - | ------- | ----- | ------ |
| 1.  | SC Brega Brieg   | 6   | 5 | 1 | 0 | 027:500 | 5,40  | 11:10  |
| 2.  | SSC Brieg        | 6   | 4 | 1 | 1 | 018:800 | 2,25  | 09:30  |
| 3.  | SSVgg Grottkau   | 6   | 1 | 0 | 5 | 008:230 | 0,35  | 02:10  |
| 4.  | SC Preußen Brieg | 6   | 1 | 0 | 5 | 004:210 | 0,19  | 02:10  |

### Gau Namslau
Aus Terminnot wurde SC Preußen Namslau als Teilnehmer zur Endrunde um die Bezirksmeisterschaft bestimmt.
| Pl. | Verein                 | Sp. | S | U | N | Tore    | Quote | Punkte |
| --- | ---------------------- | --- | - | - | - | ------- | ----- | ------ |
| 1.  | Sportfreunde Bernstadt | 6   | 3 | 1 | 2 | 016:190 | 0,84  | 07:50  |
| 2.  | VfB 1921 Carlsruhe     | 6   | 3 | 0 | 3 | 017:190 | 0,89  | 06:60  |
| 3.  | SV Schlesien Namslau   | 6   | 3 | 0 | 3 | 013:150 | 0,87  | 06:60  |
| 4.  | SC Preußen Namslau     | 6   | 2 | 1 | 3 | 022:150 | 1,47  | 05:70  |

### Mittelschlesische Bezirksmeisterschaft
Zwischenrunde:
| Datum           |                | Ergebnis |                    |
| --------------- | -------------- | -------- | ------------------ |
| 7. Februar 1926 | SC Brega Brieg | 1:4      | Breslauer SC 08    |
| 7. Februar 1926 | SpVgg 08 Oels  | 2:1      | SC Preußen Namslau |

Finale:
| Datum            |                 | Ergebnis |               |
| ---------------- | --------------- | -------- | ------------- |
| 21. Februar 1926 | Breslauer SC 08 | 12:10    | SpVgg 08 Oels |

## Bezirksliga Oberschlesien
Die Bezirksliga Oberschlesien wurde in dieser Saison über den regionalen Gauklassen eingeführt und zweigleisig ausgespielt. Die Sieger beider Gruppen spielten im Finale um die Oberschlesische Fußballmeisterschaft. Am Ende setzte sich der VfB 1910 Gleiwitz durch. Zur kommenden Spielzeit wurden beide Gruppen zu einer zusammengeschlossen.

### Gruppe I
| Pl. | Verein                        | Sp. | S  | U | N  | Tore    | Quote | Punkte |
| --- | ----------------------------- | --- | -- | - | -- | ------- | ----- | ------ |
| 1.  | Beuthener SuSV 09 (M)         | 14  | 13 | 1 | 0  | 097:170 | 5,71  | 27:10  |
| 2.  | SC Vorwärts Gleiwitz          | 14  | 9  | 1 | 4  | 043:220 | 1,95  | 19:90  |
| 3.  | Vgt. Oppelner Sportfreunde    | 14  | 7  | 3 | 4  | 044:270 | 1,63  | 17:11  |
| 4.  | RV 09 Gleiwitz                | 14  | 7  | 0 | 7  | 038:460 | 0,83  | 14:14  |
| 5.  | VfB 1918 Beuthen              | 14  | 5  | 1 | 8  | 033:590 | 0,56  | 11:17  |
| 6.  | SV 1919 Ostrog                | 14  | 4  | 1 | 9  | 023:520 | 0,44  | 09:19  |
| 7.  | Sportfreunde Preußen Konstadt | 14  | 4  | 0 | 10 | 016:350 | 0,46  | 08:20  |
| 8.  | SV Guts Muths Neustadt        | 14  | 3  | 1 | 10 | 004:400 | 0,10  | 07:21  |

| (M) | Titelverteidiger Bezirk |

### Gruppe II
| Pl. | Verein                   | Sp. | S  | U | N  | Tore    | Quote | Punkte |
| --- | ------------------------ | --- | -- | - | -- | ------- | ----- | ------ |
| 1.  | VfB 1910 Gleiwitz        | 14  | 10 | 3 | 1  | 045:220 | 2,05  | 23:50  |
| 2.  | SC Preußen Zaborze       | 14  | 10 | 2 | 2  | 056:150 | 3,73  | 22:60  |
| 3.  | SV Preußen Ratibor       | 14  | 9  | 1 | 4  | 037:170 | 2,18  | 19:90  |
| 4.  | VfR Oppeln               | 14  | 7  | 1 | 6  | 047:450 | 1,04  | 15:13  |
| 5.  | SpVgg Ratibor 03         | 14  | 7  | 1 | 6  | 027:320 | 0,84  | 15:13  |
| 6.  | BSC Wacker Beuthen B     | 14  | 6  | 0 | 8  | 042:280 | 1,50  | 12:16  |
| 7.  | Sportfreunde 1919 Neisse | 14  | 3  | 0 | 11 | 038:690 | 0,55  | 06:22  |
| 8.  | SC Schlesien Neisse      | 14  | 0  | 0 | 14 | 008:720 | 0,11  | 0:28   |

### Oberschlesische Bezirksmeisterschaft
Das Hinspiel fand am 14. Februar 1926 in Beuthen, das Rückspiel am 21. Februar 1926 in Gleiwitz statt.
|                                     | Gesamt |                                      | Hinspiel | Rückspiel |
| ----------------------------------- | ------ | ------------------------------------ | -------- | --------- |
| Beuthener SuSV 09 (Sieger Gruppe I) | 3:8    | VfB 1910 Gleiwitz (Sieger Gruppe II) | 2:3      | 1:5       |

### Relegationsrunde
Die Bezirksliga wurde zur kommenden Spielzeit auf eine Gruppe mit acht Teilnehmern verkleinert. Qualifiziert waren die ersten drei Mannschaften beider Gruppen. Die Mannschaften auf den Plätzen vier bis sieben beider Gruppen, sowie der Sieger der 1. Klasse, spielten in einer Relegationsrunde die beiden verbliebenen Teilnehmer aus.
| Pl. | Verein                    | Sp. | S | U | N | Tore    | Quote | Punkte |
| --- | ------------------------- | --- | - | - | - | ------- | ----- | ------ |
| 1.  | SV 1919 Ostrog            | 7   | 5 | 1 | 1 | 019:100 | 1,90  | 11:30  |
| 2.  | SpVgg Deichsel Hindenburg | 7   | 4 | 2 | 1 | 018:500 | 3,60  | 10:40  |
| 3.  | VfB 1918 Beuthen          | 7   | 3 | 3 | 1 | 018:700 | 2,57  | 09:50  |
| 4.  | RV 09 Gleiwitz            | 7   | 4 | 1 | 2 | 027:150 | 1,80  | 09:50  |
| 5.  | BSC Wacker Beuthen        | 7   | 3 | 2 | 2 | 011:120 | 0,92  | 08:60  |
| 6.  | SpVgg Ratibor 03          | 7   | 2 | 0 | 5 | 006:160 | 0,38  | 04:10  |
| 7.  | VfR Oppeln                | 7   | 1 | 1 | 5 | 010:200 | 0,50  | 03:11  |
| 8.  | SV Guts Muths Neustadt    | 7   | 1 | 0 | 6 | 002:260 | 0,08  | 02:12  |
| 9.  | Sportfreunde 1919 Neisse  | 0   | 0 | 0 | 0 | 000:000 | 1,00  | 0:0    |

## Bezirksliga Bergland
Die Bezirksliga Bergland wurde in dieser Spielzeit zum ersten Mal ausgetragen. Die Vereine stammen aus dem Waldenburger Bergland und spielten vorher in den Bezirken Niederschlesien, Mittelschlesien (Münsterberg) und Oberlausitz. Die Bezirksliga wurde in zwei regionalen Gruppen ausgetragen, deren Sieger in zwei Finalspielen den Meister ausspielten. Bezirksmeister wurde der SV Hirschberg 1919.

### Bergland Ostkreis
| Pl. | Verein                             | Sp. | S | U | N | Tore    | Quote | Punkte |
| --- | ---------------------------------- | --- | - | - | - | ------- | ----- | ------ |
| 1.  | RSV Hertha Münsterberg             | 10  | 7 | 0 | 3 | 026:150 | 1,73  | 14:60  |
| 2.  | SV Preußen Glatz                   | 9   | 5 | 1 | 3 | 028:150 | 1,87  | 11:70  |
| 3.  | SpVgg 1908 Reichenbach             | 9   | 5 | 1 | 3 | 021:190 | 1,11  | 11:70  |
| 4.  | Vereinigte Strehlener Sportfreunde | 10  | 4 | 1 | 5 | 015:220 | 0,68  | 09:11  |
| 5.  | VfR 1915 Schweidnitz               | 10  | 4 | 0 | 6 | 020:240 | 0,83  | 08:12  |
| 6.  | Schweidnitzer FV 1911              | 10  | 2 | 1 | 7 | 014:290 | 0,48  | 05:15  |

### Bergland Westkreis
| Pl. | Verein                          | Sp. | S | U | N | Tore    | Quote | Punkte |
| --- | ------------------------------- | --- | - | - | - | ------- | ----- | ------ |
| 1.  | SV Hirschberg 1919              | 10  | 8 | 2 | 0 | 053:100 | 5,30  | 18:20  |
| 2.  | SV Preußen Waldenburg-Altwasser | 10  | 6 | 1 | 3 | 045:220 | 2,05  | 13:70  |
| 3.  | Waldenburger SV 09              | 10  | 4 | 2 | 4 | 030:300 | 1,00  | 10:10  |
| 4.  | SV Preußen Bad Warmbrunn        | 9   | 3 | 3 | 3 | 016:330 | 0,48  | 09:90  |
| 5.  | SV Silesia Freiburg             | 10  | 2 | 1 | 7 | 029:410 | 0,71  | 05:15  |
| 6.  | SC Sportfreunde Liebau          | 9   | 1 | 1 | 7 | 013:500 | 0,26  | 03:15  |

### Entscheidungsspiele Abstieg
Die beiden Letztplatzierten der zwei Gruppen trafen in einem Abstiegsspiel aufeinander, der Gewinner hielt die Liga, der Verlierer spielte gegen den Gewinner der 1. Klasse in der Relegation. Obwohl die Sportfreunde Liebau beide spiele verloren und somit eigentlich abgestiegen wären, konnten sie laut Beschluss in der Bezirksliga bleiben.
Spiel um Klassenerhalt:
| Datum        |                       | Ergebnis |                        | Ort      |
| ------------ | --------------------- | -------- | ---------------------- | -------- |
| 16. Mai 1926 | Schweidnitzer FV 1911 | 7:1      | SC Sportfreunde Liebau | Striegau |

Relegationsspiel:
| Datum        |                        | Ergebnis |                              | Ort        |
| ------------ | ---------------------- | -------- | ---------------------------- | ---------- |
| 30. Mai 1926 | SC Sportfreunde Liebau | 0:4      | Vgt. Striegauer Sportfreunde | Waldenburg |

### Bezirksmeisterschaft Bergland
Das Hinspiel fand am 17. Januar 1926 in Münsterberg, das Rückspiel am 24. Januar 1926 in Hirschberg statt.
|                                          | Gesamt |                                       | Hinspiel | Rückspiel |
| ---------------------------------------- | ------ | ------------------------------------- | -------- | --------- |
| RSV Hertha Münsterberg (Sieger Ostkreis) | 03:13  | SV Hirschberg 1919 (Sieger Westkreis) | 2:8      | 1:5       |

## Endrunde
Die Endrunde um die südostdeutsche Fußballmeisterschaft wurde in der Saison 1925/26 erneut als Rundenturnier ausgetragen. Qualifiziert waren die Sieger der 6 Bezirksligen sowie der Titelverteidiger Viktoria Forst. Da der Breslauer SC 08 und Viktoria Forst am Ende des Turniers punktgleich waren, gab es ein Entscheidungsspiel, welches Breslau gewann und somit zum ersten Mal südostdeutscher Meister wurde.
| Pl. | Verein                                              | Sp. | S | U | N | Tore    | Quote | Punkte |
| --- | --------------------------------------------------- | --- | - | - | - | ------- | ----- | ------ |
| 1.  | FC Viktoria Forst (SOM) (Titelverteidiger)          | 6   | 5 | 1 | 0 | 033:500 | 6,60  | 11:10  |
| 2.  | Breslauer SC 08 (Sieger Bezirk Mittelschlesien)     | 6   | 5 | 1 | 0 | 030:800 | 3,75  | 11:10  |
| 3.  | VfB 1910 Gleiwitz (Sieger Bezirk Oberschlesien)     | 6   | 4 | 0 | 2 | 018:140 | 1,29  | 08:40  |
| 4.  | Cottbuser FV 1898 (Sieger Bezirk Niederlausitz)     | 6   | 2 | 0 | 4 | 008:150 | 0,53  | 04:80  |
| 5.  | Saganer SV (Sieger Bezirk Oberlausitz)              | 5   | 1 | 1 | 3 | 008:180 | 0,44  | 03:70  |
| 6.  | SpVgg 1896 Liegnitz (Sieger Bezirk Niederschlesien) | 6   | 1 | 1 | 4 | 015:250 | 0,60  | 03:90  |
| 7.  | SV Hirschberg 1919 (Sieger Bezirk Bergland)         | 5   | 0 | 0 | 5 | 004:310 | 0,13  | 0:10   |

| (SOM) | südostdeutscher Titelverteidiger |

Entscheidungsspiel Platz 1:
| Datum       |                   | Ergebnis  |                 | Ort     |
| ----------- | ----------------- | --------- | --------------- | ------- |
| 9. Mai 1926 | FC Viktoria Forst | 0:0 n. V. | Breslauer SC 08 | Beuthen |

| Datum         |                   | Ergebnis  |                 | Ort   |
| ------------- | ----------------- | --------- | --------------- | ----- |
| 13. Juni 1926 | FC Viktoria Forst | 2:3 (1:0) | Breslauer SC 08 | Sagan |